# Борго а Буђано (Пистоја)
Борго а Буђано је насеље у Италији у округу Пистоја, региону Тоскана.
Према процени из 2011. у насељу је живело 7302 становника. Насеље се налази на надморској висини од 32 м.